# Igor Griszczuk
Igor Griszczuk (biał. Ігар Грышчук, Ihar Hryszczuk; ur. 9 czerwca 1964 w Mińsku) – białoruski (od 20 lutego 1998 posiada także polskie obywatelstwo) koszykarz i trener, zakończył sportową karierę w 2002. Grał w m.in. Anwilu Włocławek. W barwach włocławskiej drużyny grał z numerem 12, który został zastrzeżony, na pozycji rzucającego obrońcy lub niskiego skrzydłowego. Od 13 października 2008 do grudnia 2010 był trenerem Anwilu Włocławek. Z dniem 10 marca 2010 został trenerem reprezentacji Polski w koszykówce.
Ukończył Białoruski Instytut Wychowania Fizycznego. Ma żonę Inę, córkę Maję i syna Aleksandra.
W wyborach samorządowych w 2024 r. został radnym Włocławka startując z listy Koalicyjnego Komitetu Wyborczego Lewicy.

## Kariera

### Od 1981 do 1991
Griszczuk rozpoczął grę w koszykówkę w czwartej klasie szkoły podstawowej. Jego pierwszym klubem był mistrz Białorusi, RTI Mińsk, dla którego zaczął grać w wieku 17 lat. Później grał w Dinamo Moskwa, gdzie odbywał równocześnie służbę wojskową. Na sezon 1990/91 wrócił jednak do swojego pierwszego klubu. Wtedy wraz z zespołem pojechał na Turniej Wyzwolenia Warszawy, na którym został wypatrzony przez właściciela klubu Provide Włocławek, Andrzeja Dulniaka i menedżera Mirosława Noculaka. Zespół Griszczuka został zaproszony na turniej do Włocławka. Transfer przez jakiś czas stanął w miejscu – władze Białorusi nie zezwalały zawodnikom poniżej 28 roku życia wyjechać na Zachód. Po długich pertraktacjach transfer doszedł do skutku.

### 1991/92
Już w swoim pierwszym sezonie na polskich parkietach białoruski zawodnik osiągnął sukces sportowy. Wraz z Jewgienijem Pustogwarem był najlepszym zawodnikiem Provide'u Włocławek, który do ostatniej chwili w II lidze walczył o bezpośredni awans z Pogonią Szczecin. Rywalizację wygrali jednak szczecinianie, więc Provide stanął do walki w barażach, gdzie zmierzył się z Górnikiem Wałbrzych. Provide pokonał Górnika 3:1 (107:106, 85:94, 100:95, 104:91) i awansował do I ligi. Griszczuk w sezonie zasadniczym rzucał średnio 23,3 pkt., ale w barażach już 28,3 pkt. na mecz.

### 1992/93
Po awansie Provide zmienił nazwę na Nobiles. Włocławianie w tym sezonie nie byli faworytami, ale zatrzymani dopiero w finale przez Śląsk Wrocław. Nobiles Włocławek przegrał 0-3 (73:121, 84:92, 65:101), ale Griszczuk został królem strzelców całych rozgrywek za zdobycie w sumie 1044 pkt. Przegląd Sportowy wybrał go do piątki najlepszych graczy sezonu.

### 1993/94
Igor Griszczuk w następnym sezonie był drugim w zespole (po Romanie Olszewskim) oraz piątym strzelcem ligi i doprowadził Nobiles drugi raz z rzędu do finału – Białorusin rzucał średnio 21,6 pkt. (888 pkt. przez cały sezon). Nobiles Włocławek w rywalizacji ze Śląskiem Wrocław przegrał 1:3 i złoto znów powędrowało do Wrocławia (83:74, 79:87, 80:81, 73:81). W Pucharze Europy Nobiles odpadł w eliminacjach – po pokonaniu Spartaka St. Petersburg (103:63 i 76:69) oraz porażce z KK Zadar (60:86 i 78:75).

### 1994/95
W tym sezonie Griszczuk znów był najlepszym strzelcem drużyny – śr. 20,86 pkt. na mecz. Jednak tym razem Nobiles zdobył tylko brązowy medal po tym, jak pokonał Śnieżkę ASPRO Świebodzice 3-0 (101:82, 98:76, 85:78). Wcześniej, bo już w ćwierćfinale Griszczuk wraz z Anwilem pokonał w play-offach zespół Śląska – włocławianie wygrali z mistrzami Polski 3-0 (86:77, 88:72, 86:76). Oprócz brązowego medalu Griszczuk zdobył także Puchar Polski, po zwycięstwie z Mazowszanką Pruszków. Oprócz tytułu trzeciej drużyny w Polsce Nobiles także uzyskał tytuł od Polskiego Komitetu Olimpijskiego za szczególne zasługi promowania fair play wśród kibiców. W europejskich pucharach Nobiles wygrał z Honką Playboys Espoo (90:81 i 96:82), Ovarense Aerosoles Ovar (75:58 i 84:99) i słynnym Żalgirisem Kowno (88:99 i 89:73), ale po trafieniu do grupy zajął czwartą pozycję, nie awansując do półfinału – Anwil spotkał się wtedy z m.in. Benettonem Treviso, zwycięzcą, i Tau Ceramica, finalistą rozgrywek.
- Po zakończeniu sezonu Igor Griszczuk został po raz drugi wybrany przez Przegląd Sportowy do najlepszej piątki graczy sezonu.
- W europejskich pucharach notował średnio 22,8 pkt. (czwarty strzelec rozgrywek) i 4,1 asysty na mecz (piąty wynik)

### 1995/96
3 kwietnia 1996 roku, gdy jeszcze w rozgrywkach ligowych Anwil spotkał się ze Śląskiem Igor Griszczuk niezadowolony z decyzji sędziowskich po meczu wtargnął do szatni arbitrów, grożąc im białoruską mafią. Zawodnika za to zdyskwalifikowano na dwa mecze mistrzowskie ze Śląskiem, a dodatkowo Wydział Gier i Dyscypliny Polskiego Związku Koszykówki nałożył karę na klub wysokości jednego tysiąca złotych. Sankcje wobec Griszczuka i klubu z Włocławka wpłynęła znacząco na przebieg półfinałowej rywalizacji Anwilu ze Śląskiem, bo białoruski koszykarz nie mógł zagrać w dwóch pierwszych pojedynkach – po czterech meczach Śląsk wygrał 3-1 (93:94, 110:103, 94:112, 76:97) i awansował do finału. Rozbity włocławski zespół nie zdobył nawet brązowego medalu, przegrywając w minifinale z Polonią Przemyśl. W Europie Nobiles w eliminacjach pokonał węgierski Marc Koermend (70:92 i po 2 dogr. 87:60) oraz słowacki Inter Slovnaft Bratysława (76:87 i 80:59), ale w rozgrywkach grupowych zajął przedostatnie miejsce, m.in. dwukrotnie ponosząc klęskę z PAOK Saloniki 66:109 (35:49) i 57:112 (30:58).
- Został po drugi z rzędu, trzeci w ogóle, a jak się potem okazało ostatni raz wybrany przez Przegląd Sportowy do piątki najlepszych graczy ligi
- Był drugim strzelcem rozgrywek w kraju z 801 pkt. na koncie
- W europejskich pucharach był najlepszym strzelcem sezonu, zdobywając 26,9 pkt. na mecz[9]

### 1996/97
Griszczuk wciąż nie schodził poniżej 20 pkt. na mecz, ale Anwil w play-offach odpadł już w ćwierćfinale z Komfortem/Forbo Stargardem Szczecińskim – 0:3 (73:77, 70:87, 70:76). Porażka spowodowała, że Griszczuka i kolegów Zarząd Klubu Nobiles Włocławek ukarał finansowo, mimo że w europejskich rozgrywkach zostali zatrzymani dopiero w 1/8 przez portugalskie FC Porto (91:81 i 65:95).

### 1997/98
W tym sezonie nowym szkoleniowcem Igora Griszczuka został Eugeniusz Kijewski, który kilka miesięcy wcześniej zdobył z reprezentacją Polski siódme miejsce na Mistrzostwach Europy. Jednak Griszczuk wraz z Anwilem zajął dopiero siódmą pozycję w lidze, ulegając w play-offach Bobrom Bytom – w pierwszym meczu Bobry wygrały po dogrywce 88:87, a Griszczuk zdobył 26 pkt. (11/15 z gry). W drugim meczu było 87:86 ponownie dla bytomian – Griszczuk rzucił 20 pkt. przy skuteczności 8/13, schodząc z boiska za pięć fauli na cztery minuty przed końcem. W trzecim pojedynku wynik znów był bliski remisu, lecz po raz kolejny wygrali koszykarze Bobrów. W hali OSiR we Włocławku choć Griszczuk zdobył 26 pkt. goście odnieśli zwycięstwo 97:92. Co więcej – Anwil spotykał się z bytomianami siedem razy i za każdym razem schodził z boiska pokonany. Griszczuk zagrał w sześciu spotkaniach i w średnio notował 21,8 pkt. na mecz.
20 lutego stał się Polakiem. Stefan Lewandowski, ówczesny wiceprezes WTK będąc w Kancelarii Prezydenta usłyszał od ministra Edwarda Szymańskiego – „ojcu chrzestnemu to obywatelstwo polskie wręczamy z postanowieniem prezydenta RP”. Na ten paszport Griszczuk czekał prawie pięć lat. Gdy odbierał dokument w Urzędzie Wojewódzkim we Włocławku z rąk wojewody Wojciecha Gulina był bardzo szczęśliwy.

### 1998/99
W tym sezonie Griszczuk był najbliżej złotego medalu. Najpierw w ćwierćfinale Nobiles wygrał z AZS Elaną Toruń 3-1 (97:79, 83:62, 72:87 i 87:72) – w pierwszym meczu Griszczuk uzyskał sześć przechwytów, co jest czwartym wynikiem w historii polskich play-offów (a statystyki są liczone od właśnie sezonie 98/99). W półfinale włocławianie spotkali się z Bobrami Bytom i Anwil zrewanżował się rywalom za porażkę w ubiegłym sezonie. Włocławianie gładko zwyciężyli 3-0 (67:66, 85:60 i 76:71), a Griszczuk w rzucał kolejno 22, 10 i 16 pkt., a w trzecim meczu w decydującym momencie trafił za trzy punkty. W finale czekał Śląsk Wrocław, który w swoim składzie miał Macieja Zielińskiego, Adama Wójcika, Raimondasa Miglinieksa, Josepha McNaulla czy Charlesa O’Bannona. Po dwóch meczach we Wrocławiu było 2:0 dla Śląska (75:62 – tutaj Griszczuk zdobył 18 pkt. i 70:61). We Włocławku Anwil doprowadził jednak do remisu (84:72 i 81:70). Następne dwa spotkaniach nie przyniosły rozstrzygnięcia, bo oba zespoły wygrały po jednym spotkaniu (71:78 po dogrywce wygrał Śląsk, 71:68 – Białorusin zdobył 8 pkt.) i 13 maja 1999 w Hali Ludowej doszło do siódmego spotkania. W IV kwarcie Igor Griszczuk w pojedynkę doprowadził do stanu 60:60, lecz w ostatnich kilkudziesięciu sekundach za trzy punkty z dziewięciu metrów trafił Łotysz Raimondas Miglinieks, a Adam Wójcik przeprowadził dwie składne akcje i Śląsk Wrocław wygrał 67:60, zdobywając mistrzostwo Polski – Białorusin zdobył w tym meczu 17 pkt.
W tym sezonie Griszczuk zdobywał śr. 14,1 pkt. Zasłynął jednak w innych statystykach – asyst. 20 września 1998 Anwil rozgromił Zastal Zielona Góra 119:86, a Igor zanotował na swoim koncie 15 asyst. Jest to siódmy wynik w historii Polskiej Ligi Koszykówki. W czwartym finałowym pojedynku ze Śląskiem (81:70 dla włocławian) Griszczuk uzyskał 11 dokładnych podań, co jest trzecim wynikiem w historii ligi, jeśli chodzi o play-offy.

### 1999/00
W tym sezonie znowu zdobył srebrny medal – po finałowej porażce z Zepterem Śląskiem Wrocław, który ograł Anwil 4-1 (78:64, 62:48, 57:59, 71:70 (Griszczuk rzucił 6 pkt.), 84:71). Na europejskich parkietach Griszczuk osiągnął więcej, bo wraz z Anwilem w Pucharze Koracza zaszedł aż do półfinału, zajmując 1 miejsce w grupie, a w 1/16 oraz 1/8, eliminując kolejno szwajcarskie Lugano i belgijską Antwerpię. W 1/2 właśnie zatrzymało ich dopiero hiszpańskie Estudiantes Madryt.

### 2000/01
Griszczuk w kolejnym sezonie po raz już piąty w karierze awansował finału mistrzostw Polski, lecz znów przegrał ze Śląskiem zdobywając ostatecznie srebrny medal. Wrocławski zespół pokonał drużynę Griszczuka 4-1 (78:68
, 78:76, 80:82, 79:76, 92:76 – Griszczuk rzucił w tym meczu 13 pkt.). W Europie Anwil z Griszczukiem ponownie zaszedł do ćwierćfinału Pucharu Europy, pokonując po drodze hiszpańskie Caja San Fernando, ale ulegając ostatecznie z francuskim El Chalon.

### 2001/02
To był ostatni sezon Igora Griszczuka w zawodowej karierze na koszykarskich parkietach. Griszczuk, skłócony z trenerem Aleksandrem Petroviciem, był dużo mniej skuteczny i miewał spotkania z zerowym dorobkiem punktowym. Anwil mimo tego znowu radził sobie na europejskich parkietach, bo występując w Pucharze Saporty awansował do kolejnej rundy z sześciozespołowej grupy jako czwarty. W 1/8 dwukrotnie rozgromił słowacką Slovakofarmę Pezinok, a w ćwierćfinale po dwumeczu pokonał grecki Panionos Ateny (74:83 i 76:59). W półfinale włocławski zespół stanął naprzeciw hiszpańskiej Pamesie Walencja i przegrał (65:77 i 53:58 – Griszczuk w drugim meczu rzucił tylko 5 pkt.). W polskiej lidze od włocławian znów lepszy okazał się Śląsk, lecz tym razem obie drużyny nie spotkały się w play-offach. Anwil odpadł już po półfinałowych pojedynkach z Prokomem Treflem Sopot. Po przegranej w pięciu meczach 4-1, zespół z Kujaw w meczu o brązowe medale nie sprostał także Stali Ostrów Wielkopolski. Ostatni pojedynek Griszczuka ze Śląskiem odbył się we Wrocławiu, a Białorusin zdobył wtedy 12 pkt., rzucając czterokrotnie za trzy punkty i Anwil pokonał wrocławian 80:65.

### 2002 i 2006
- Kilka miesięcy później po zakończonym sezonie Igor Griszczuk oficjalnie zakończył karierę koszykarza. Stało się to faktem 16 września 2002, kiedy to odbył się mecz pożegnalny, na który przybyli jego dawni koledzy z boiska m.in. Roman Olszewski, Siarhiej Żaludok i Jaŭhienij Pustahvar.
- 21 października 2006 roku tuż przed meczem Anwilu z Czarnymi Słupsk władze klubu z Włocławka zdecydowały się powiesić pod sufitem Hali Mistrzów koszulkę z numerem 12 i jego nazwiskiem. Od tej pory żaden koszykarz występujący w Anwilu nie będzie mógł grać z tym numerem.

W 2014 objął białoruską drużynę Cmoki Mińsk. W sezonie 2014/15 zdobył mistrzostwo kraju.

## Reprezentacja
Jeszcze zanim trafił do Polski był reprezentantem drugiej kadry Związku Radzieckiego. Po rozpadzie ZSRR reprezentował barwy Białorusi, ale po raz ostatni zagrał 30 października 1996 roku w meczu z Bośnią i Hercegowiną w ramach eliminacji do Mistrzostw Europy w 1997 roku w Barcelonie. W tych eliminacjach Griszczuk rozegrał w sumie cztery mecze, notując w nich średnio 18 pkt., 4,2 zb. i 3 asysty.
W styczniu 2002 roku otrzymał powołanie na zgrupowanie reprezentacji przed meczami eliminacyjnymi do ME z Węgrami i Polską, ale ostatecznie zdecydował, że w kadrze nie zagra.

## Osiągnięcia

### Zawodnicze
Drużynowe
- Wicemistrz:
  - Polski (1993, 1994, 1999, 2000, 2001)
  - ZSRR (1990)
- Brązowy medalista mistrzostw Polski (1995)
- Zdobywca Pucharu Polski (1995, 1996)
- Półfinał Pucharu Saporty (2001/02)
- Ćwierćfinał Pucharu:
  - Saporty (2000/01)
  - Koracza (1999/00)
- Awans do I ligi z Anwilem Włocławek (1992)

Indywidualne
- MVP:
  - Polskiej Ligi Koszykówki (1993)
  - meczu gwiazd (1995)
- 5-krotny uczestnik meczu gwiazd PLK (1994, 1995, 1996 – Poznań, 1996 – Sopot, 1999)
- 4-krotnie zaliczany do I składu najlepszych zawodników PLK (1993, 1995, 1996, 1999)
- Lider:
  - strzelców:
    - PLK (1993 – 23,3 pkt. na mecz)
    - Pucharu Europy (1996 – 26,9 pkt. na mecz)

  - PLK w asystach (1996, 1999 – 7,2 asyst na mecz)
- Zwycięzca konkurs rzutów za trzy punkty PLK (1994)
- dwukrotny:
  - Sportowiec Roku Województwa Włocławskiego (1992, 1994)
  - uczestnik konkursu rzutów za 3 punkty PLK (1994, 1995)
- Członek Drużyny trzydziestolecia Anwilu Włocławek (2022)[30]

Igor Griszczuk w swojej koszykarskiej karierze w Polsce w 388 meczach zdobył łącznie 6774 pkt. (średnio na mecz 17,2), co plasuje go na siódmym miejscu w klasyfikacji najlepszych strzelców Polskiej Ligi Koszykówki, licząc ostatnie dwadzieścia sezonów. Griszczuk 851 punktów rzucił tylko podczas rywalizacji włocławsko-wrocławskiej, co jest najlepszym wynikiem w historii.

### Trenerskie
Drużynowe
- Mistrz:
  - Polski (2003 jako asystent Andreja Urlepa)
  - Białorusi (2015, 2016, 2017)
- Wicemistrz Polski (2005 – jako asystent, 2010)
- Brązowy medalista mistrzostw Polski (2006, 2009)
- Finalista Pucharu Polski (2004 jako asystent)

Indywidualne
- Trener Roku:
  - Białorusi (2017)[31]
  - DBL (2006 według plk.pl)[32]
- Asystent trenera drużyny:
  - Północy, podczas meczu gwiazd PLK (2006)
  - gwiazd, podczas meczu Polska – Gwiazdy PLK (2010)